# Christoph Julius Gravenhorst

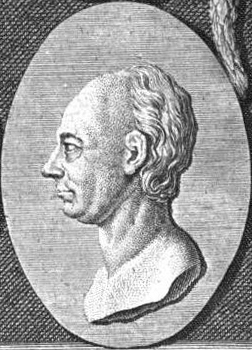
Christoph Julius Gravenhorst

Christoph Julius Gravenhorst (* 4. Februar 1731 in Braunschweig; † 17. Januar 1794 ebenda) war ein deutscher Chemiker und Unternehmer.

## Leben und Werk
Gravenhorst gründete mit seinem älteren Bruder Johann Heinrich Gravenhorst (1719–1781) im Jahre 1759 die „Chemische Fabrik Gebrüder Gravenhorst“ in Braunschweig. Neben dem Hauptprodukt „Braunschweiger Salmiak“ (ab 1762) wurden Glaubersalz (ab 1769), „Roter Braunschweiger Alaun“ (ab 1767) und die von den Brüdern erfundene grüne Maler- und Anstrichfarbe „Braunschweiger Grün“ (ab 1767) produziert.
Die auf dem Gelände des Johannishofes, einer ehemaligen Johanniter-Besitzung in der Braunschweiger Innenstadt, errichtete Gravenhorstsche Salmiakfabrik war die erste in Deutschland. Der Vertrieb der Farbe „Braunschweiger Grün“ verlief sehr erfolgreich und das Produkt wurde schon kurz nach seiner Einführung von anderen Herstellern kopiert. Bereits 1768 vertrieb der Apotheker Pabytzky aus Peine ein vergleichbares Produkt unter dem Namen „Peinsches Grün“.
Nach Gravenhorsts Tod wurde das Unternehmen von Johann Andreas Christoph Gravenhorst (1768–1833, Mediziner) und Carl Hermann Julius Gravenhorst († 12. August 1828, Fabrikant) weitergeführt. In den 1820er Jahren erfolgte die Einstellung des Betriebes.